# Валихновский, Ростислав Любомирович
Ростисла́в Любоми́рович Валихно́вский (род. 24 февраля 1973, Ивано-Франковск, Украина) — украинский врач-хирург, священник Украинской православной церкви, заместитель руководителя Государственного управления делами Президента Украины (2008-2010), советник министра МЧС Украины, руководитель управления медицинского обеспечения и по вопросам создания и внедрения системы экстренной помощи «112» МЧС Украины (2010-2012), заслуженный врач Украины, кандидат медицинских наук, личный врач президента Украины Виктора Ющенко с 2005 года.
Директор и основатель медицинского центра «Клиника Доктора Валихновского».

## Биография
Ростислав Валихновский родился в семье врачей 24 февраля 1973.
В 1990 году окончил с отличием школу №1 в городе Турийск на Волыни и поступил в Тернопольский государственный медицинский институт имени И. Я. Горбачевского на факультет лечебного дела, который закончил с красным дипломом. После университета учился в Канаде.
С 1997 по 1998 год учился в интернатуре по специальности «Общая хирургия» на базе Национального института хирургии и трансплантологии им. А. А. Шалимова.
С 2005 по 2006 год учился в Институте общей и неотложной хирургии Академии медицинских наук Украины в Харькове.
В 2006 году защитил кандидатскую диссертацию на тему: "Обоснование хирургически-микрохирургического способа лечения различных типов алопеции» и получил научную степень Кандидата медицинских наук по специальности "Хирургия".
Стажировался по специальности «Интенсивная терапия» в Оттаве (Канада), а также по специальности «Пластическая и реконструктивная хирургия» в HFI Clinic в Торонто (Канада).

## Карьера
В 1998 году Ростислав Валихновский основал медицинскую клинику "Valikhnovski Surgery Institute".
В 2004 году Валихновского отобрали в команду врачей, которые спасали Виктора Ющенко после его отравления диоксином, после чего Ростислав стал личным врачом президента.
С 2008 по 2010 год занимал должность заместителя руководителя Государственного управления делами президента Украины.
С 2010 по 2012 год — руководитель управления медицинского обеспечения и по вопросам создания и внедрения системы экстренной помощи «112» МЧС Украины.
С 2012 года Ростислав руководит медицинским холдингом Valikhnovski M.D.

## Проекты

### Сотрудничество с Гарвардской Медицинской Школой
В 2019 году Valikhnovski Surgery Institute объединился с командой американских врачей с Massachusetts General Hospital ради оперирования украинских детей, которым был поставлен диагноз «заячья губа», а также для совместных исследований данной патологии.

### Сотрудничество с телеканалом Discovery
Valikhnovski Surgery Institute стал партнером всемирного медицинского телепроекта BODY BIZARRE от Discovery Channel.  Этот проект, который вышел в эфир с 2013 года во многих странах мира, рассказывает истории людей с редкими нарушениями и аномалиями внешности, которым делают операции для улучшения внешности известные пластические хирурги мира. Команда Валихновского, в частности, вылечила пациента с редким диагнозом синдром Маделунга.

### Система "112" МЧС Украины
В 2011 году за время работы в МЧС Украины, Ростислав курировал внедрение системы экстренной помощи "112", аналога службы "911" в США и возглавил группу специалистов, которые разработали закон о системе "112" (проект Закона Украины о системе экстренной помощи населению по единому телефонному номеру "112" №9074 от 26.08.2011 г.), который был принят Верховной Радой Украины.
В 2012 году система 112 работала в Киевской, Донецкой, Харьковской и Львовской областях на время проведения Евро-2012.

### Лечение Виктора Ющенко
Ростислав Валихновский с 2004 по 2010 год занимался сопровождением лечения и реконструкцией лица Виктора Ющенко.

### Организатор международного конгресса KGSC
Является организатором международного конгресса Kyiv Global Surgery Congress, который является самым большим хирургическим конгрессом Украины. Участниками конгресса являются хирурги-практики из разных стран мира. В 2017 году впервые в Украине состоялась презентация европейских протоколов и стандартов хирургической помощи. Украинские хирурги презентовали достижения в области военной хирургии. Рабочий язык конгресса — английский.

### Участие на телевидении
Выступает в качестве постоянного эксперта на телепрограммах: «Верните мне красоту» («1+1»), «Я стыжусь своего тела» («СТБ»), «Моя новая жизнь» и «Говорит Украина» («Украина»), «Касается каждого» («Интер»). Проводит консультации и операции участникам вышеупомянутых проектов.

## Религиозный деятель
Учился в Киевской духовной семинарии. 22 мая 2019 — в Николаевском соборе Свято-Покровского монастыря Ростислава рукоположили в диаконы, а 19 августа 2020 он стал священником.

## Семья
Жена — Валихновская Екатерина Геннадьевна — врач хирург, ассистент кафедры хирургии и трансплантологии Института хирургии и трансплантологии Шалимова; вместе с женой воспитывают дочь Марию.
Отец — Валихновский Любомир Дмитриевич — главный хирург города Турийск, заслуженный врач Украины, имеет около 50 лет хирургического стажа и выполнил более 15 тыс. сложных хирургических вмешательств.
Мать — Валихновская Мария Антоновна — главный терапевт Турийского района, Волынской области.
Дедушка — Дмитрий Семенович, служил церкви в сане священника 64 года.
Брат — Тарас Валихновский, работает главным врачом и хирургом в Valikhnovski Surgery Institute.

## Награды
- «Человек года-2015» за внедрение инновационных технологий в медицине[23].

С 2016 по 2019 Valikhnovski Surgery Institute является победителем конкурса «Выбор года» в номинации «Лучшая хирургическая клиника года».